# Pedro Florencio Roberts
El Dr. Pedro Florencio Roberts ( 23 de febrero de 1844 - 20 de noviembre de 1924) fue un destacado médico oftalmólogo y filántropo argentino. 

## Biografía
Nació el 23 de febrero de 1844 en San José de Flores, que en esa época pertenecía a la Provincia de Buenos Aires. Sus padres: Pedro Roberts, galés y Josefa Silveyra, le proporcionaron una esmerada educación. 
En 1865 inició en Buenos Aires sus estudios de medicina, obteniendo en primer término el título de farmacéutico.
A principios de 1866, participó en la guerra del Paraguay como integrante de la Comisión Médica Civil, que encabezada por el Dr. Juan José Montes de Oca, actuó en Corrientes. Siendo todavía estudiante le tocó intervenir como practicante en las epidemias de cólera de 1867 y de fiebre amarilla de 1871. En esta última se desempeñó bajo las órdenes del Dr. Adolfo Señorans, una de las víctimas de la epidemia, en el Lazareto de Mujeres que estableció la Sociedad de Beneficencia.
En 1872, fue aprobada su tesis de doctorado “Memorias sobre la oftalmia del Asilo de Huérfanas”, que constaba de 179 páginas y en la que ya ponía en evidencia su firme orientación hacia la especialidad que cultivó. 
De su legajo universitario surge que el 28 de agosto de 1875, el gobierno de la Provincia de Buenos Aires le otorgó una subvención para perfeccionar sus estudios en Europa por el término de un año. 
Al regresar al país, en 1876, fundó un consultorio oftalmológico gratuito en el Colegio de Hermanas de la Caridad de San Vicente de Paul, que posteriormente trasladó al Hospital de Mujeres.
El 10 de junio de 1880 fue designado Presidente de la Cruz Roja Argentina hasta 1885, cumpliendo un segundo mandato de 1891 hasta 1896.
Profesor Substituto de Clínica Oftálmica en la Facultad de Medicina  de la Universidad de Buenos Aires. Presidente de la Asociación Médica Bonaerense. Presidente interino de la Asociación Médica Argentina, desde el 5 de enero al 5 de septiembre de 1891, siendo su primer presidente. 
Escribió artículos y libros sobre temas de su especialidad e incursionó en el periodismo científico actuando como redactor en varias revistas médicas de su tiempo.
A fines del siglo pasado, era propietario de un establecimiento de campo en la Provincia de Neuquén, en tierras donde hoy se levanta el pueblo de Zapala. 
Murió en Buenos Aires, el 20 de noviembre de 1924, a los ochenta años de edad.